# الاتحاد للتقدم والتجديد (غينيا)
الاتحاد للتقدم والتجديد (بالفرنسية: Union pour le Progrès et le Renouveau)‏ هو حزب سياسي معارض في غينيا، تأسس في سبتمبر 1998 من خلال اندماج حزب التجديد والتقدم بقيادة سيراديو ديالو والاتحاد للجمهورية الجديدة بقيادة با مامادو.  في الانتخابات البرلمانية التي أجريت في 30 يونيو 2002، فاز الحزب بنسبة 26.63 ٪ من الأصوات الشعبية و20 من أصل 114 مقعدًا.  قاطع قسم من الحزب انتخابات عام 2002، وانضم لاحقًا إلى اتحاد القوى الديمقراطية في غينيا. 
يقود الحزب باه عثمان.  وانضم إلى حكومة رئيس الوزراء أحمد تيديان سواري، التي تم تشكيلها في 19 يونيو 2008، وتسلم منصب وزير الثروة الحيوانية وحماية الحيوان. 